# Software de salarizare
Software-ul de salarizare este un tip de aplicație software utilizat pentru automatizarea procesului de calcul al salariilor angajaților unei organizații. Acesta permite gestionarea eficientă a elementelor esențiale legate de resurse umane, cum ar fi: veniturile brute și nete, contribuțiile și deducerile legale, orele lucrate, sporurile, concediile, reținerile salariale și impozitele.
Majoritatea soluțiilor moderne de salarizare oferă și funcționalități extinse, printre care:
- generarea automată a fluturașilor de salariu;
- transmiterea declarațiilor fiscale (de exemplu, D112 în România);
- integrarea cu aplicații contabile sau de pontaj;
- calculul contribuțiilor sociale și a altor obligații legale;
- suport pentru legislația fiscală națională în vigoare.

O platformă completă de salarizare include, de regulă, și module de raportare, oferind informații utile pentru departamentele de management, finanțe sau resurse umane. Aceste rapoarte pot acoperi aspecte precum bugetarea fondului de salarii, analiza costurilor cu personalul sau situațiile lunare/trimestriale/anuale privind cheltuielile salariale.
Software-ul de salarizare este utilizat atât de companii mici și mijlocii, cât și de corporații mari sau instituții publice. În funcție de nevoile organizației, soluțiile pot fi disponibile sub formă de aplicații instalate local sau ca servicii în cloud computing (SaaS).